# Нарбуты
На́рбуты (пол. Narbutt, лит. Narbutas) — дворянский род.

## История
Нарбуты — богатый дворянский род герба Тромбы, литовского происхождения, восходящих к XV—XVII (и ранее) векам. Первоначально, как и во многих странах, это было имя (С. Абрамаускас указывает на древне-прусское происхождение этого слова, означающее «семьянин»). Согласно родовой легенде, Нарбуты были ответвлением магнатского рода Остиков, поэтому иногда писались Остиками-Нарбутами.
Род Нарбут разделился на несколько ветвей, внесенных в I и VI части родословных книг Виленской, Витебской, Гродненской, Ковенской и Могилевской губерний.
В польском написании Нарбуты пишутся с двумя t: Nагbutt, в современном литовском языке добавляются «аs» (Narbutas) в фамилиях мужчин, «ienė» — замужних женщин и «аitė» -незамужних.
Начальная зона расселения Нарбутов — это зона Лиды, Вильнюса, Каунаса, Шяуляя, Россиен, Гродно (особенно), то есть восточная часть Литвы — западная часть Белоруссии, причём в основном это были несколько родов одной фамилии, не имевших родственных связей.
Профессору Андрею Николаевичу Нарбуту удалось собрать сведения и составить 19 дворянских родословных росписей фамилии Нарбут, причём по 17 родословным известны и гербы. Нарбуты пользовались гербами: Трубы, Лис, Задора, Роза, а также Незгода, Стремя. Жили они в Гродненской, Витебской, Виленской, Ковенской, Могилевской, Смоленской, Тверской, Черниговской губерниях и Санкт-Петербурге.
- Нарбутт, Иустин (1773 или 1776—1845) — польский историк.
- Нарбут, Казимир (1738—1807) — польский писатель, поэт и переводчик, гуманист, просветитель, философ.
- Нарбутт, Людвик (1832—1863) — офицер, участник восстания 1863 года, сын Теодора Нарбута.
- Нарбутт, Николай (? — ок. 1555) — государственный деятель Великого княжества Литовского XVI века. Воевода подляшский.
- Нарбут, Теодор (Фёдор Ефимович, 1784—1864) — белорусский и литовский историк, русский военный инженер.

Смоленско-тверская ветвь
Николай Андреевич Нарбут, после покорения Смоленска, принял русское подданство (1655) и стал родоначальником ветви Нарбут, внесенной в VI часть родословных книг Смоленской и Тверской губерний.
- Нарбут, Николай Фёдорович (1796 — после 1860) — поручик, Ржевский помещик.
  - Нарбут, Александр Николаевич (1822—1894) — русский военный деятель, генерал от инфантерии.
- Нарбут, Фёдор Фёдорович (1799 — после 1860) — штабс-капитан, Ржевский помещик.
  - Нарбут, Фёдор Фёдорович (1831—1897) — русский контр-адмирал, участник обороны Севастополя (1854—1855).
  - Нарбут, Дмитрий Фёдорович (1843—?) — капитан артиллерии, воспитанник Михайловской артиллерийской академии; нижегородский помещик.
    - Нарбут, Владимир Дмитриевич (1873—1945) — генерал-майор Белой армии.

  - Нарбут, Иван Фёдорович (1845—1913) — полковник артиллерии, начальник отдела Санкт-Петербургского патронного завода.
- Нарбут, Александр Андреевич[вд] — полковник и Георгиевский кавалер.
  - Нарбут, Михаил Александрович (1837—1917) — российский военный деятель, генерал от инфантерии.
    - Нарбут, Василий Михайлович (1871—1950) — русский психиатр, профессор.

  - Нарбут, Александр Александрович (1840—1910) — русский военный деятель, генерал-лейтенант.
  - Нарбут, Василий Александрович (1846—1917) — русский генерал-лейтенант, герой русско-турецкой войны 1877—1878 годов.

- Нарбут, Владислав Андреевич (1856 — после 1912) — русский военный деятель, генерал-лейтенант.

Глуховская ветвь
- Нарбут, Владимир Иванович (1888—1938) — русский советский писатель, поэт и литературный критик, редактор, акмеист.

- Нарбут, Георгий Иванович (1886—1920) — русский и украинский художник-график, иллюстратор.
  - Нарбут, Даниил Георгиевич (1916—1998) — украинский театральный художник, живописец.

## Описание герба
Герб Георгия Ивановича Нарбута представленный на высочайшее утверждение: в чёрном поле три серебряных трубы в звезду (польский герб Тромбы).
Щит увенчан дворянским шлемом и короной. Нашлемник: рука в латах, держащая подкову. Намет на щите чёрный, подложенный серебром.
Герб потомства Павла Нарбута жившего в XVII веке: в голубом поле щита серебряная опрокинутая подкова, сопровождаемая внутри опрокинутою стрелою и обремененная мечом вправо. Нашлемник: три страусовых пера (изменённый польский герб Незгода).